# Nebulij
Nebulij je bio krivo identificirani kemijski element koji je bio uveden u znanstvene analize radi obrazlaganja spektralnih crta difuznih maglica. Poslije je utvrđeno da su im izvorište metastabilni atomi i ioni.
Predložio ga je William Huggins 1864. godine. Maglica Mačje oko imala je drukčiji spektar. Huggins nije našao neprekidni spektar kao kod Suncu, nego samo par emisijskih crta. Najjače su bile dvije zelene od 495,9 nm i 500,7 nm i nisu odgovarale nikojem poznatom elementu na Zemlji. Tako su te snažne spektroskopski otkrivene zelene emisijske crte u maglici Mačjem oku vodile su ondašnje znanstvenike do postulacije da je za tu pojavu odgovan kemijski element koji još nije poznat. Tajna je riješena 1927. godine, kad je Ira Sprague Bowen, koji je radio na ultraljubičastoj spektroskopiji. Povezao je te crte sa zabranjenim prijelazima i pokazao da te crte emitira dvostruko ionizirani kisik (O2+) pri krajnje niskoj gustoći i da nije potreban nikakvi novi kemijski element u modelu koji bi objasnio pojavu.